# Konklawe 1878
Konklawe 18-20 lutego 1878 – konklawe, które wybrało Leona XIII na następcę Piusa IX.

## Śmierć Piusa IX i przygotowania do konklawe
Pius IX zmarł 7 lutego 1878 roku po 31 latach i 7 miesiącach pontyfikatu. Niespełna 8 lat wcześniej Włochy dokonały aneksji Państwa Kościelnego wraz z Rzymem. Pius IX nie uznał tego i ogłosił się „więźniem Watykanu”. Kardynałowie obawiali się, czy w niekorzystnej sytuacji politycznej konklawe będzie mogło odbyć się w Rzymie w atmosferze spokoju i wolności. Rozważano przeniesienie konklawe na Maltę lub do Hiszpanii. Kamerling Pecci oraz subdziekan di Pietro zdołali jednak uzyskać od rządu włoskiego odpowiednie gwarancje, wobec czego zadecydowano, że konklawe odbędzie się na Watykanie.

## Lista elektorów
Na konklawe przybyło 61 z 64 kardynałów:
- Luigi Amat di San Filippo e Sorso (Włochy; nominacja 19 maja 1837) – kardynał biskup Ostia e Velletri; komendatariusz kościoła prezbiterialnego S. Lorenzo in Damaso; dziekan Świętego Kolegium Kardynałów; prefekt Świętej Kongregacji ds. Ceremoniału; wicekanclerz Świętego Kościoła Rzymskiego; archiprezbiter bazyliki liberiańskiej
- Camillo di Pietro (Włochy; 19 grudnia 1853) – kardynał biskup Porto e Santa Ruffina; subdziekan Świętego Kolegium Kardynałów; protektor Portugalii
- Carlo Sacconi (Włochy; 27 września 1861) – kardynał biskup Palestriny; prodatariusz Jego Świątobliwości
- Filippo Maria Guidi OP (Włochy; 21 grudnia 1863) – kardynał biskup Frascati; prefekt Świętej Kongregacji ds. Kościelnych Immunitetów
- Luigi Maria Bilio CRSP (Włochy; 22 grudnia 1866) – kardynał biskup Sabiny; penitencjariusz większy
- Carlo Luigi Morichini (Włochy; 15 marca 1852) – kardynał biskup Albano; sekretarz ds. Memoriałów
- Friedrich Josef von Schwarzenberg (Austro-Węgry; 24 stycznia 1842) – kardynał prezbiter S. Agostino; protoprezbiter Świętego Kolegium Kardynałów; arcybiskup Pragi i prymas Czech
- Fabio Maria Asquini (Włochy; 22 stycznia 1844) – kardynał prezbiter S. Lorenzo in Lucina; sekretarz ds. Brewe Apostolskich
- Domenico Carafa della Spina di Traetto (Włochy; 22 lipca 1844) – kardynał prezbiter S. Maria degli Angeli; arcybiskup Benewentu
- François Auguste Ferdinand Donnet (Francja; 15 marca 1852) – kardynał prezbiter S. Maria in Via; arcybiskup Bordeaux
- Gioacchino Pecci (Włochy; 19 grudnia 1853) – kardynał prezbiter S. Crisogono; kamerling Świętego Kościoła Rzymskiego; arcybiskup Perugii
- Antonio Benedetto Antonucci (Włochy; 15 marca 1858) – kardynał prezbiter Ss. Silvestro e Martino ai Monti; arcybiskup Ankony
- Antonio Maria Panebianco OFMConv (Włochy; 27 września 1861) – kardynał prezbiter Ss. XII Apostoli
- Antonio Saverio De Luca (Włochy; 21 grudnia 1863) – kardynał prezbiter Ss. IV Coronati; prefekt Świętej Kongregacji Indeksu
- Jean Baptiste François Pitra OSB (Francja; 21 grudnia 1863) – kardynał prezbiter S. Callisto; bibliotekarz Świętego Kościoła Rzymskiego
- Henri-Marie-Gaston Boisnormand de Bonnechose (Francja; 11 grudnia 1863) – kardynał prezbiter S. Clemente; arcybiskup Rouen
- Gustav Adolf von Hohenlohe-Schillingsfürst (Niemcy; 22 grudnia 1866) – kardynał prezbiter S. Maria in Transpontina
- Lucien-Louis-Joseph-Napoléon Bonaparte (Francja; 13 marca 1868) – kardynał prezbiter S. Pudenziana
- Innocenzo Ferrieri (Włochy; 13 marca 1868) – kardynał prezbiter S. Cecilia; prefekt Świętej Kongregacji ds. Biskupów i Zakonników; prefekt Świętej Kongregacji ds. Dyscypliny Zakonnej; kamerling Świętego Kolegium Kardynałów
- Giuseppe Berardi (Włochy; 13 marca 1868) – kardynał prezbiter Ss. Marcellino e Pietro
- Juan de la Cruz Ignacio Moreno y Maisanove (Hiszpania; 13 marca 1868) – kardynał prezbiter S. Maria della Pace; arcybiskup Toledo i prymas Hiszpanii
- Raffaele Monaco La Valletta (Włochy; 13 marca 1868) – kardynał prezbiter S. Croce in Gerusalemme; wikariusz generalny diecezji rzymskiej; prefekt Świętej Kongregacji ds. Rezydencji Biskupów; komendatariusz opactwa terytorialnego Subiaco
- Inácio do Nascimento Morais Cardoso (Portugalia; 22 grudnia 1873) – kardynał prezbiter Ss. Nereo ed Achilleo; patriarcha Lizbony
- René-François Régnier (Francja; 22 grudnia 1873) – kardynał prezbiter SS. Trinita al Monte Pincio; arcybiskup Cambrai
- Flavio Chigi (Włochy; 22 grudnia 1873) – kardynał prezbiter S. Maria del Popolo; archiprezbiter bazyliki laterańskiej; wielki przeor zakonu joannitów w Rzymie
- Alessandro Franchi (Włochy; 22 grudnia 1873) – kardynał prezbiter S. Maria in Trastevere; prefekt generalny Świętej Kongregacji Rozkrzewiania Wiary; prefekt Świętej Kongregacji ds. Obrządków Wschodnich
- Joseph Hippolyte Guibert OMI (Francja; 22 grudnia 1873) – kardynał prezbiter S. Giovanni a Porta Latina; arcybiskup Paryża
- Luigi Oreglia di Santo Stefano (Włochy; 22 grudnia 1873) – kardynał prezbiter S. Anastasia; prefekt Świętej Kongregacji ds. Odpustów i Świętych Relikwii; komendatariusz opactwa terytorialnego Tre Fontane
- János Simor (Austro-Węgry; 22 grudnia 1873) – kardynał prezbiter S. Bartolomeo all’Isola; arcybiskup Esztergom i prymas Węgier
- Tommaso Martinelli OESA (Włochy; 22 grudnia 1873) – kardynał prezbiter S. Prisca; prefekt Świętej Kongregacji ds. Obrzędów
- Ruggero Luigi Emidio Antici Mattei (Włochy; 15 marca 1875) – kardynał prezbiter S. Lorenzo in Panisperna
- Pietro Giannelli (Włochy; 15 marca 1875) – kardynał prezbiter S. Agnese fuori le mura; przewodniczący Najwyższej Rady do Spraw Publicznych
- Mieczysław Ledóchowski (Niemcy; 15 marca 1875) – kardynał prezbiter S. Maria in Aracoeli; arcybiskup Gniezna i Poznania i prymas Polski
- Henry Edward Manning (Wielka Brytania; 15 marca 1875) – kardynał prezbiter Ss. Andrea e Gregorio al Monte Celio; arcybiskup Westminster
- Victor-Auguste-Isidore Dechamps CSsR (Belgia; 15 marca 1875) – kardynał prezbiter S. Bernardo alle Terme; arcybiskup Mechelen i prymas Belgii
- Giovanni Simeoni (Włochy; 15 marca 1875) – kardynał prezbiter S. Pietro in Vincoli; sekretarz stanu Stolicy Apostolskiej; prefekt Pałacu Apostolskiego; administrator Patrymonium Stolicy Apostolskiej; prefekt Świętej Kongregacji ds. Sanktuarium Loreto
- Domenico Bartolini (Włochy; 15 marca 1875) – kardynał-prezbiter S. Marco
- Bartolomeo d’Avanzo (Włochy; 3 kwietnia 1876) – kardynał prezbiter S. Susanna; biskup Calvi e Teano
- Johannes Baptist Franzelin SJ (Austro-Węgry; 3 kwietnia 1876) – kardynał prezbiter S. Alessio
- Francisco de Paula Benavides y Navarrete (Hiszpania; 12 marca 1877) – kardynał prezbiter S. Tommaso in Parione; patriarcha Indii Zachodnich
- Francesco Saverio Apuzzo (Włochy; 12 marca 1877) – kardynał prezbiter S. Onofrio; arcybiskup Kapui
- Manuel García y Gil OP (Hiszpania; 12 marca 1877) – kardynał prezbiter S. Stefano al Monte Celio; arcybiskup Saragossy
- Edward Henry Howard (Wielka Brytania; 12 marca 1877) – kardynał prezbiter Ss. Giovanni e Paolo
- Miguel Payá y Rico (Hiszpania; 12 marca 1877) – kardynał prezbiter Ss. Quirico e Giulitta; arcybiskup Santiago de Compostela
- Louis-Marie-Joseph-Eusèbe Caverot (Francja; 12 marca 1877) – kardynał prezbiter S. Silvestro in Capite; arcybiskup Lyonu i prymas Galii
- Luigi di Canossa (Włochy; 12 marca 1877) – kardynał prezbiter S. Marcello; biskup Werony
- Luigi Serafini (Włochy; 12 marca 1877) – kardynał prezbiter S. Girolamo degli Schiavoni; biskup Viterbo e Toscanella
- Josip Mihalović (Austro-Węgry; 22 czerwca 1877) – kardynał prezbiter S. Pancrazio; arcybiskup Zagrzebia
- Johann Rudolf Kutschker (Austro-Węgry; 22 czerwca 1877) – kardynał prezbiter S. Eusebio; arcybiskup Wiednia
- Lucido Maria Parocchi (Włochy; 22 czerwca 1877) – kardynał prezbiter S. Sisto; arcybiskup Bolonii
- Vincenzo Moretti (Włochy; 28 grudnia 1877) – kardynał prezbiter S. Sabina; arcybiskup Rawenny
- Prospero Caterini (Włochy; 7 marca 1853) – kardynał diakon S. Maria in Via Lata; komendatariusz diakonii S. Maria della Scala; protodiakon Świętego Kolegium Kardynałów; prefekt Świętej Kongregacji ds. Soboru Trydenckiego; sekretarz Najwyższej Świętej Kongregacji Rzymskiej i Powszechnej Inkwizycji
- Teodolfo Mertel (Włochy; 15 marca 1858) – kardynał diakon S. Eustachio; prefekt Trybunału Apostolskiej Sygnatury Sprawiedliwości
- Domenico Consolini (Włochy; 22 grudnia 1866) – kardynał diakon S. Maria in Domnica
- Edoardo Borromeo (Włochy; 13 marca 1868) – kardynał diakon Ss. Vito e Modesto; prefekt Fabryki Świętego Piotra; archiprezbiter bazyliki watykańskiej
- Lorenzo Ilarione Randi (Włochy; 15 marca 1875) – kardynał diakon S. Maria in Cosmedin
- Bartolomeo Pacca (Włochy; 15 marca 1875) – kardynał diakon S. Maria in Portico
- Lorenzo Nina (Włochy; 12 marca 1877) – kardynał diakon S. Angelo in Pescheria; prefekt Świętej Kongregacji ds. Studiów; prefekt ds. ekonomicznych Świętej Kongregacji Rozkrzewiania Wiary
- Enea Sbarretti (Włochy; 12 marca 1877) – kardynał diakon S. Maria ad Martyres
- Frédéric de Falloux de Coudray (Francja; 12 marca 1877) – kardynał diakon S. Agata alla Suburra
- Antonio Pellegrini (Włochy; 28 grudnia 1877) – kardynał diakon S. Maria in Aquiro

Trzydziestu ośmiu elektorów pochodziło z Włoch, ośmiu z Francji, pięciu z Austro-Węgier (w tym trzech Niemców; Węgier i Chorwat), czterech z Hiszpanii, dwóch z Wielkiej Brytanii, dwóch z Niemiec (w tym Polak Halka-Ledóchowski), po jednym z Belgii i z Portugalii. Czterech mianował jeszcze Grzegorz XVI, pozostali byli nominatami Piusa IX.

### Nieobecni
Trzech kardynałów, wszyscy z nominacji Piusa IX:
- Paul Cullen (Wielka Brytania; 22 grudnia 1866) – kardynał prezbiter S. Pietro in Montorio; arcybiskup Dublina
- John McCloskey (Stany Zjednoczone; 15 marca 1875) – kardynał prezbiter S. Maria sopra Minerva; arcybiskup Nowego Jorku
- Godefroy Brossais-Saint-Marc (Francja; 17 września 1875) – kardynał prezbiter S. Maria della Vittoria; arcybiskup Rennes

## Kandydaci na papieża
Po drugim najdłuższym w historii, prawie 32-letnim pontyfikacie Piusa IX wszyscy kardynałowie opowiadali się za wyborem papieża w starszym wieku (co najmniej 65 lat), którego pontyfikat byłby znacznie krótszy, „przejściowy”. Po raz pierwszy od XVI wieku wśród kandydatów wymieniano także kardynałów spoza Italii (np. Brytyjczyka Manninga), większość elektorów opowiadała się jednak za zachowaniem dotychczasowej tradycji i wyborem któregoś z Włochów. Za głównych papabile uchodzili kardynałowie Bilio i Pecci. Ten pierwszy był konserwatystą i bliskim współpracownikiem zmarłego papieża, natomiast drugi uchodził za liberała. Większość kardynałów życzyła sobie papieża bardziej otwartego i elastycznego niż Pius IX.

## Początek konklawe
Konklawe rozpoczęło się 18 lutego z udziałem 59 elektorów. Kardynał Donnet przybył 19 lutego rano po pierwszym głosowaniu, a kardynał Cardoso tego samego dnia wieczorem, już po drugim głosowaniu. Wyniki głosowań zostały opublikowane przez włoskiego badacza Raffaele De Cesare:
a) 19 lutego rano:
- Pecci - 19 głosów
- Bilio - 6
- Franchi, De Luca - po 5
- Panebianco, Monaco, Simeoni - po 4
- Ferrieri - 3
- Martinelli, Moretti - po 2
- Guidi, Ledóchowski, Canossa, Caterini, Nina - po 1
- SUMA - 59 głosów

b) 19 lutego wieczorem:
- Pecci - 29 głosów
- Bilio - 7
- Panebianco, Monaco - po 4
- Franchi, Martinelli, Simeoni - po 2
- Guidi, Ferrieri, Ledóchowski, Manning, Canossa, Parocchi, Moretti, Caterini, Mertel - po 1
- jeden głos został uznany za nieważny (kardynał, który go oddał, najwyraźniej miał zamiar głosowania na Pecciego, ale popełnił błąd w nazwisku, przez co głosu nie zaliczono)
- SUMA - 60 głosów

## Wybór Leona XIII
W porannym głosowaniu 20 lutego były następujące wyniki:
- Pecci – 44
- Bilio – 5
- Panebianco – 3
- Monaco, Martinelli i Simeoni – po 2
- Schwarzenberg, Ferreri i Canossa – po 1
- SUMA - 61 głosów

68-letni kardynał Pecci dostał zatem o 3 głosy więcej niż wymagane 2/3. Nowy papież przybrał imię Leona XIII na cześć Leona XII. Koronacja papieska odbyła się 3 marca 1878 w kaplicy Sykstyńskiej zamiast w bazylice św. Piotra bo antyklerykalny rząd obawiał się demonstracji na cześć papieża.

## Uzupełniające źródła internetowe
- http://cardinals.fiu.edu/conclave-xix.htm#1878
- LEO XIII. ewtn.com. [zarchiwizowane z tego adresu (2017-04-15)].
- http://www.csun.edu/~hcfll004/SV1878.html